# مارواري
الماروارية لغة هندية-آرية محكية في الهند وباكستان. يتحدث بها ثلاثة عشر مليون هندي وما يزيد عن عشرين ألف نيبالي.

## حواش
1. ↑  مارواري – ولفرم‌ألفا نسخة محفوظة 15 ديسمبر 2019 على موقع واي باك مشين.